# Celina paulista
Celina paulista är en skalbaggsart som beskrevs av Guignot 1955. Celina paulista ingår i släktet Celina och familjen dykare. Inga underarter finns listade i Catalogue of Life.